# Tamás Kenderesi
Tamás Kenderesi (n. 13 decembrie 1996, Bonyhád, Tolna, Ungaria) este un înotător maghiar, medaliat olimpic. A participat la 2 ediții ale Jocurilor Olimpice (2016, 2020) în care a câștigat o medalie de bronz.